# Celastrina prattorum
Celastrina prattorum är en fjärilsart som beskrevs av Lambertus Johannes Toxopeus. Celastrina prattorum ingår i släktet Celastrina och familjen juvelvingar. Inga underarter finns listade i Catalogue of Life.